# Песнь о России
«Песнь о России» (англ. Song of Russia) — военный фильм, выпущенный в 1944 году компанией Metro-Goldwyn-Mayer и режиссёром Григорием Ратовым. Ратов не выдержал работы под конец пятимесячной съёмки и был заменён Ласло Бенедеком, который завершил основные съёмки. Сценаристами выступили Пол Джеррико и Ричард Коллинс.

## Сюжет
Дирижёр Джон Мередит и его менеджер Хэнк Хиггинс отправились в Россию за несколько недель до начала Великой Отечественной войны. Мередит полюбил красивую советскую пианистку Надю Степанову из села Чайковское во время гастролей по сорока городам Советского Союза. По пути они встречали здоровых, улыбающихся, свободных советских людей, счастливо живущих в условиях социализма. Мирная жизнь остаётся в прошлом из-за немецких захватчиков.
При всей банальности сюжета об истории любви американца и русской девушки и использовании стереотипных штампов при отображении русских и советских реалий фильм отличался теплотой и был восторженно встречен неизбалованной иностранными фильмами советской публикой военных лет.

## В ролях
- Роберт Тейлор — Джон Мередит
- Сьюзан Питерс — Надя Степанова
- Джон Ходяк — Борис Булганов
- Роберт Бенчли — Хэнк Хиггинс
- Феликс Брессарт — Петров
- Михаил Чехов — Иван Степанов
- Дэррил Хикмен — Пётр Булганов
- Жаклин Уайт — Анна Булганова
- Джоан Лорринг — Соня
- Зоя Карабанова — Наташа Булганова
- Владимир Соколов — Александр Мешков
- Лео Мостовой — Янович
- Лео Булгаков — профессор Фабер
- Константин Шэйн — раненый солдат
- Тамара Шэйн — Орлова
- Фёдор Шаляпин младший — Максим, муж Анны
- Михаил Далматов — Иванов
- Нестор Эристов — майор Антон
- Грегори Гайе — русский радиодиктор
- Александр Саша / Alexander Sascha — профессор Карклин
- Сэм Савицки / Sam Savitsky — генерал Красной армии
- Дина Смирнова / Dina Smirnova — Женщина на руинах
- Леонид Снегов / Leonid Snegoff — чиновник
- Иван Трисолт / Ivan Triesault — Комиссар
- Майкл Визаров / Michael Visaroff — Иосиф Сталин

## Обвинения в коммунистической пропаганде
Созданную в Голливуде картину признали в США просоветской пропагандой. Комиссия по расследованию антиамериканской деятельности позже определяла этот фильм как один из трёх наиболее известных примеров просоветской деятельности в Голливуде. Другими двумя картинами, оказавшимися под подозрением, стали «Северная звезда» компании RKO Radio Pictures и «Миссия в Москву» компании Warner Brothers.
Известная писательница и философ Айн Рэнд, покинувшая Россию в 1926 году, в своих показаниях комиссии заявила, что фильм является коммунистической пропагандой и лживо изображает жизнь советских людей, целенаправленно приукрашивая её.
Роберт Тэйлор, оправдывая своё участие в съёмках фильма, указывал на наличие контракта с Metro-Goldwyn-Mayer, но под давлением общественного мнения заявил, что участие в фильме было его ошибкой.

## Премьеры
- — мировая премьера фильма состоялась 10 февраля 1944 года в Нью-Йорке[3].
- — премьера в Лос-Анджелесе 17 февраля 1944 года[3].
- — премьера в Йоханнесбурге и Кейптауне 18 мая 1944 года[3].
- — фильм демонстрировался в советском прокате с 19 октября 1944 года[3].
- — фильм демонстрировался в шведском прокате с 19 февраля 1945 года[3].